# Pentathlon moderno
Il pentathlon moderno è uno sport multidisciplinare in cui gli atleti competono in cinque diverse discipline:
- scherma (spada);
- nuoto (200 m stile libero);
- equitazione (salto ostacoli, sostituita dalla obstacle race dopo Parigi 2024);
- corsa (3000 corsa campestre);
- tiro a segno (pistola).

L'aggettivo "moderno" serve a distinguerlo dal pentathlon "tradizionale" che veniva disputato durante i Giochi olimpici antichi, le cui cinque prove erano:
- stadion (gara di velocità su una distanza di c. 176 m);
- lancio del giavellotto;
- lancio del disco;
- salto in lungo;
- lotta greca.

## Storia

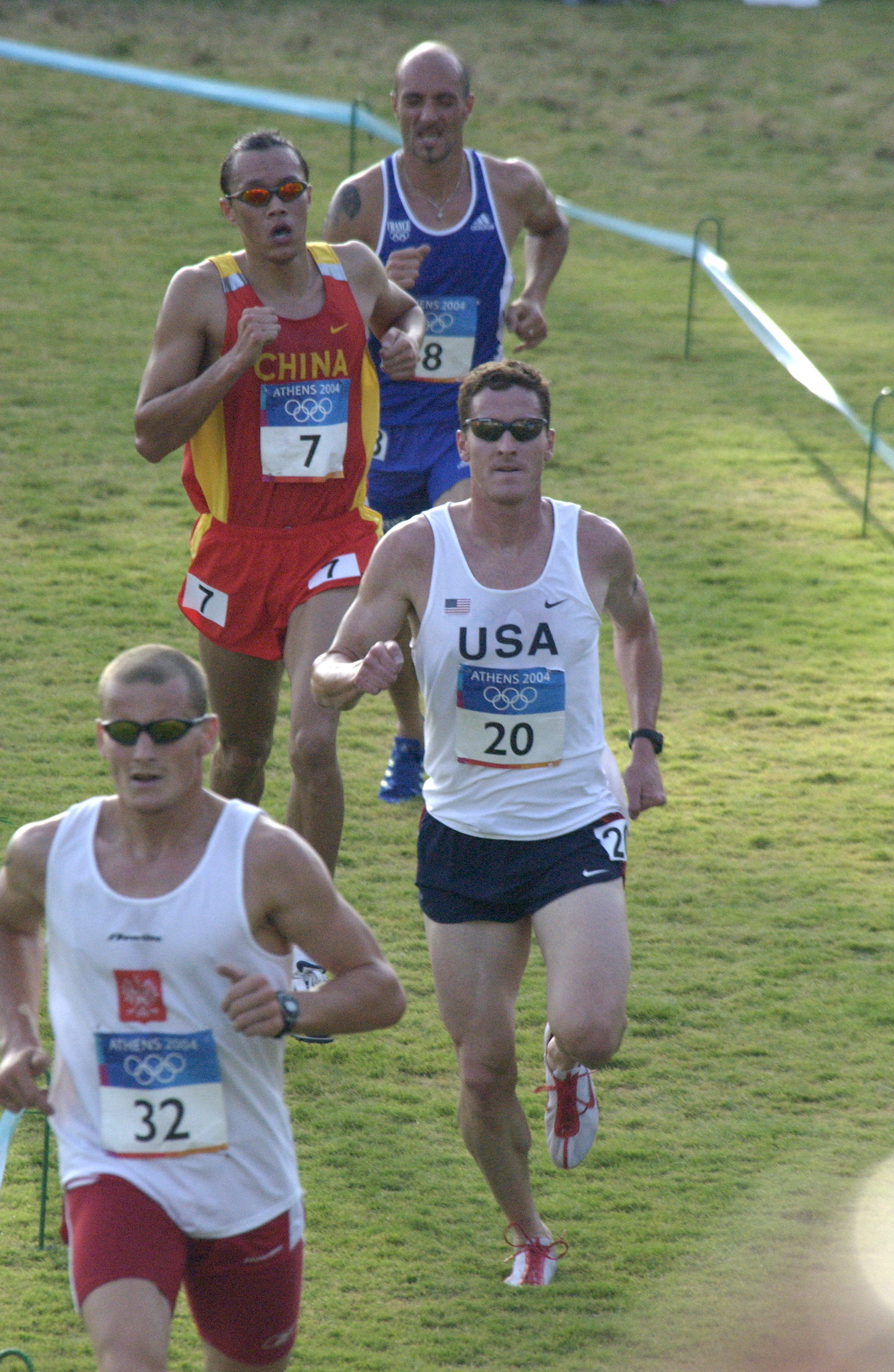
Gara di pentathlon moderno alle Olimpiadi di Atene 2004

Il pentathlon moderno fu inventato dal barone Pierre de Coubertin, il fondatore dei moderni Giochi olimpici. Così come nell'antichità le cinque prove del pentathlon servivano a saggiare le capacità del soldato ideale dell'epoca, de Coubertin pensò ad una competizione che simulasse l'esperienza di un soldato della sua epoca (a cavallo tra l'Ottocento e il Novecento) dietro le linee nemiche: doveva cavalcare un cavallo non suo, combattere con la pistola e con la spada, nuotare, e correre.
La prima gara di pentathlon moderno si svolse alle Olimpiadi del 1912, e venne vinta dallo svedese Gösta Lilliehöök. Lo statunitense George Patton, che sarebbe poi diventato il generale Patton della seconda guerra mondiale, arrivò quinto.
Data l'ispirazione militare, la competizione era solo maschile; soltanto da Sydney 2000 è stata istituita anche la gara per le donne. Dai Giochi del 1952 venne aggiunta anche la prova a squadre, poi soppressa dal 1992. A partire dal 1949, negli anni non olimpici si svolge il campionato del mondo. Originariamente la competizione si svolgeva in quattro o cinque giorni, la gara di tiro a segno utilizzava pistole a fuoco (calibro 22) e si usavano sagome poste a distanza di 25 m che alternativamente rimanevano chiuse per 7 secondi e si aprivano per 3 secondi (tempo utile per alzare l'arma, mirare e fare fuoco); la prova consisteva di 2 serie di 5 colpi di prova e di 4 serie di gara per un totale di 20 colpi. Il torneo di scherma si svolgeva in una giornata intera ed ogni assalto poteva durare 3', tempo necessario per tirare la sola stoccata che ne decretava il vincitore; tutti i concorrenti dovevano incontrare ogni altro partecipanti del torneo. Il concorso di equitazione utilizzava 15 ostacoli per 18 salti totali (gabbia e doppia gabbia) e gli ostacoli potevano avere un'altezza massima di 1.20 metri. Il percorso di corsa era di 4000 m campestri con un dislivello massimo di 60 m e la prova di nuoto prevedeva 300 m in cui era permesso di usare lo stile preferito. 
Durante il corso degli anni la disciplina del Pentathlon ha subito numerose ed importanti modifiche fino alla 1996 dove si è passati alla gara in un'unica giornata (one-day competition) per velocizzare l'intera durata della gara nel tentativo di far fronte alle richieste del CIO di adeguare la competizione alle esigenze del mondo commerciale e televisivo che necessita di tempi sempre più stretti e veloci; un'altra importante modifica è stata la creazione della combinata (corsa campestre intervalla da sessioni di tiro con la pistola laser).
Nel 2022 l'UIPM ha approvato un'importante modifica: l'equitazione verrà infatti esclusa dal programma e sostituita dalla obstacle race. Tale scelta è stata determinata in parte dell'episodio avvenuto a Tokyo 2020, in cui la pentatleta Annika Schleu venne squalificata per aver frustato eccessivamente il suo cavallo durante la gara, ma più in generale dalla eccessiva difficoltà di stabilire il necessario affiatamento tra cavallo e cavaliere secondo le regole del pentathlon.
Dal 1912, anno della sua introduzione, il pentathlon moderno ha sempre fatto parte del programma olimpico. A ciò si aggiunga che è l'unica competizione creata appositamente per le Olimpiadi moderne, ideata da De Coubertin stesso. Tuttavia per la sua scarsa popolarità e diffusione, al di fuori dell'Europa orientale, viene considerato uno dei possibili candidati all'esclusione dai futuri Giochi olimpici. Il CIO ha dichiarato che non intende aumentare il numero di sport presenti nel programma olimpico, quindi l'entrata di nuove discipline comporterà l'eliminazione di altre.
La massima autorità mondiale del pentathlon moderno è l'Unione Internazionale Pentathlon Moderno (UIPM), mentre in Italia è la Federazione Italiana Pentathlon Moderno (FIPM), la quale organizza ogni anno i campionati italiani.

## Discipline
La versione attuale del pentathlon moderno combina cinque discipline sportive in quattro eventi:
- Scherma: l'arma utilizzata è la spada. La gara si svolge con la formula del cosiddetto girone all'italiana (round robin), cioè ogni concorrente affronta a turno tutti gli avversari. Ogni assalto dura un minuto, e il primo che mette a segno una stoccata vince. Se in un minuto nessuno mette a segno la stoccata, entrambi perdono l'assalto. C'è inoltre un round bonus: gli ultimi due si affrontano e chi vince affronta il terzultimo, e così via fino a esaurimento.
- Nuoto: la prova si svolge sui 200 metri. Lo stile è libero, cioè si possono nuotare a scelta tutti e quattro gli stili ma, essendo il crawl quello più veloce, è piuttosto infrequente che gli atleti scelgano altri stili. I concorrenti vengono suddivisi in batterie in base alla migliore prestazione dell'anno.
- Equitazione: si tratta di salto ostacoli su un tracciato lungo 350-450 metri su cui sono posti 12 ostacoli per un totale di 15 salti (sono comprese una gabbia e una doppia gabbia). L'abbinamento tra cavaliere e cavallo avviene per sorteggio, dopo il quale il cavaliere ha a disposizione 20 minuti prima della partenza della prova per conoscere il cavallo ed effettuare un massimo di 5 salti di riscaldamento. Dal 2025 è stata sostituita da una corsa a ostacoli.
- Combinata: è una prova combinata di tiro e corsa (fino al 2008 erano separati) nella quale si inizia con 20 m di corsa, poi si alternano una serie di tiro (in cui si devono colpire 5 bersagli) e 800 m di corsa da eseguire per quattro volte per un totale di 20 bersagli e di circa 3200 m. I colpi di tiro si effettuano in posizione eretta con pistola laser ed il bersaglio è fisso e posto ad una distanza di 10 metri, essa inoltre va caricata ad ogni turno di tiro al bersaglio.

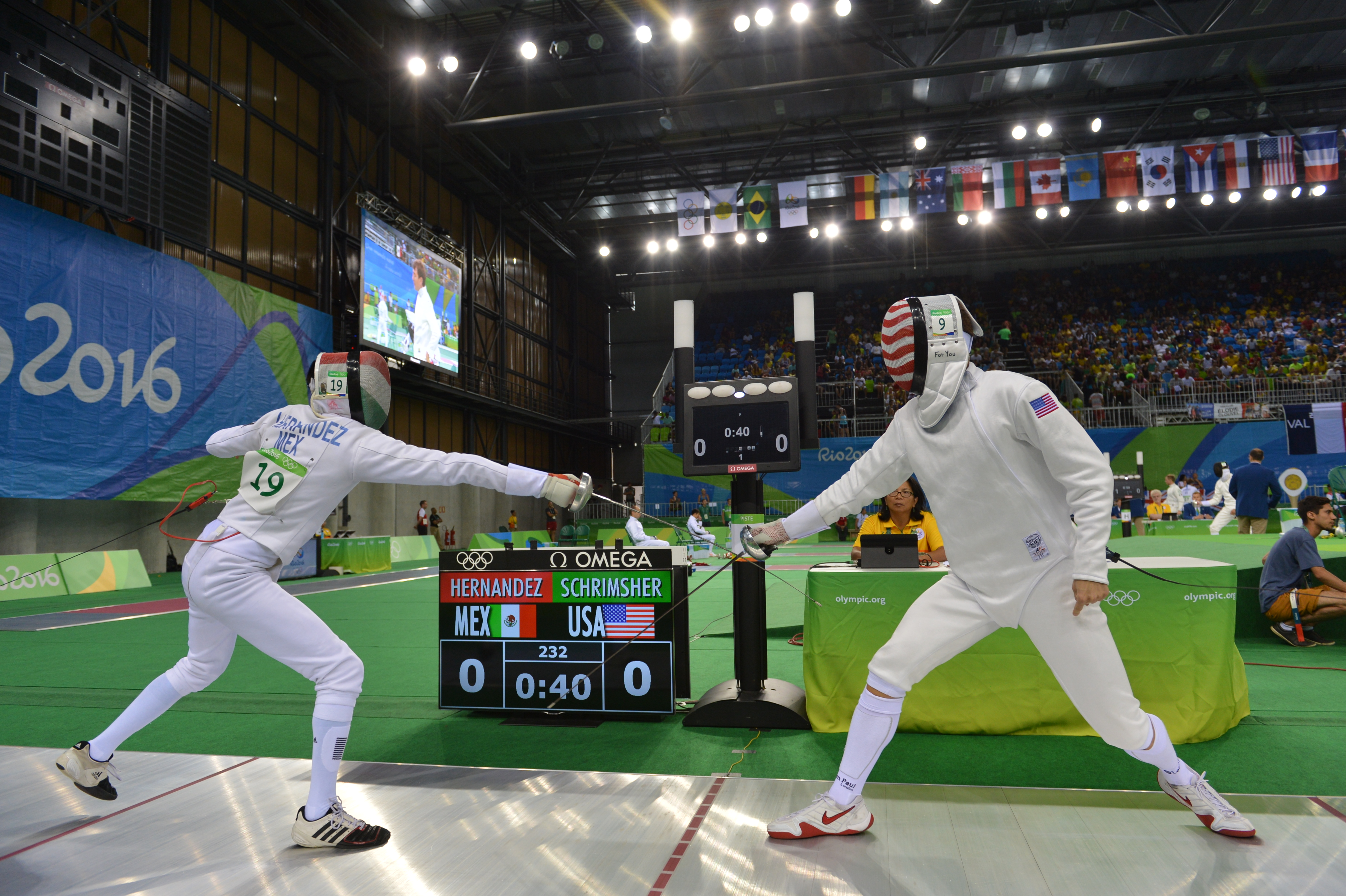
Scherma (spada)
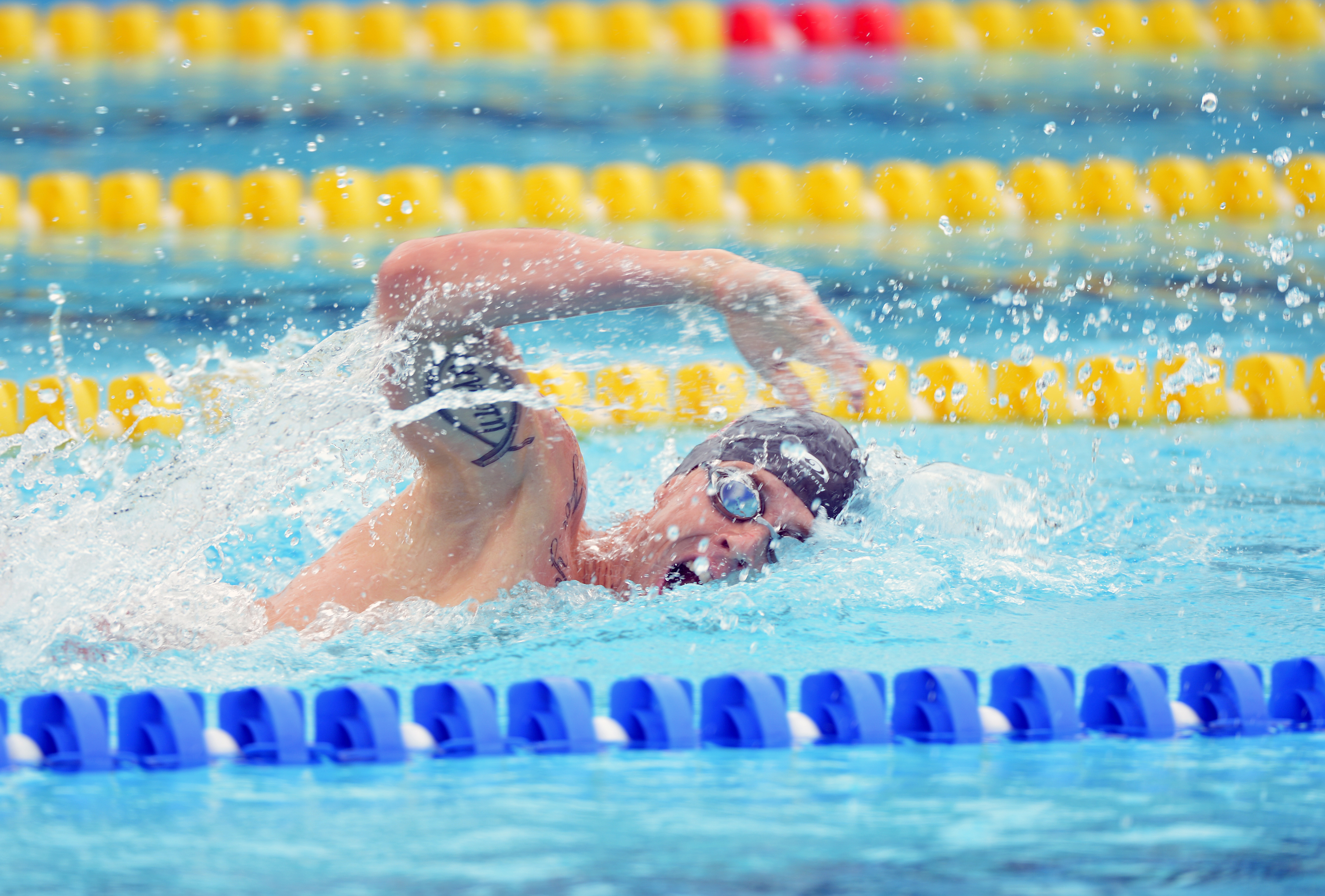
Nuoto (200 m a stile libero)
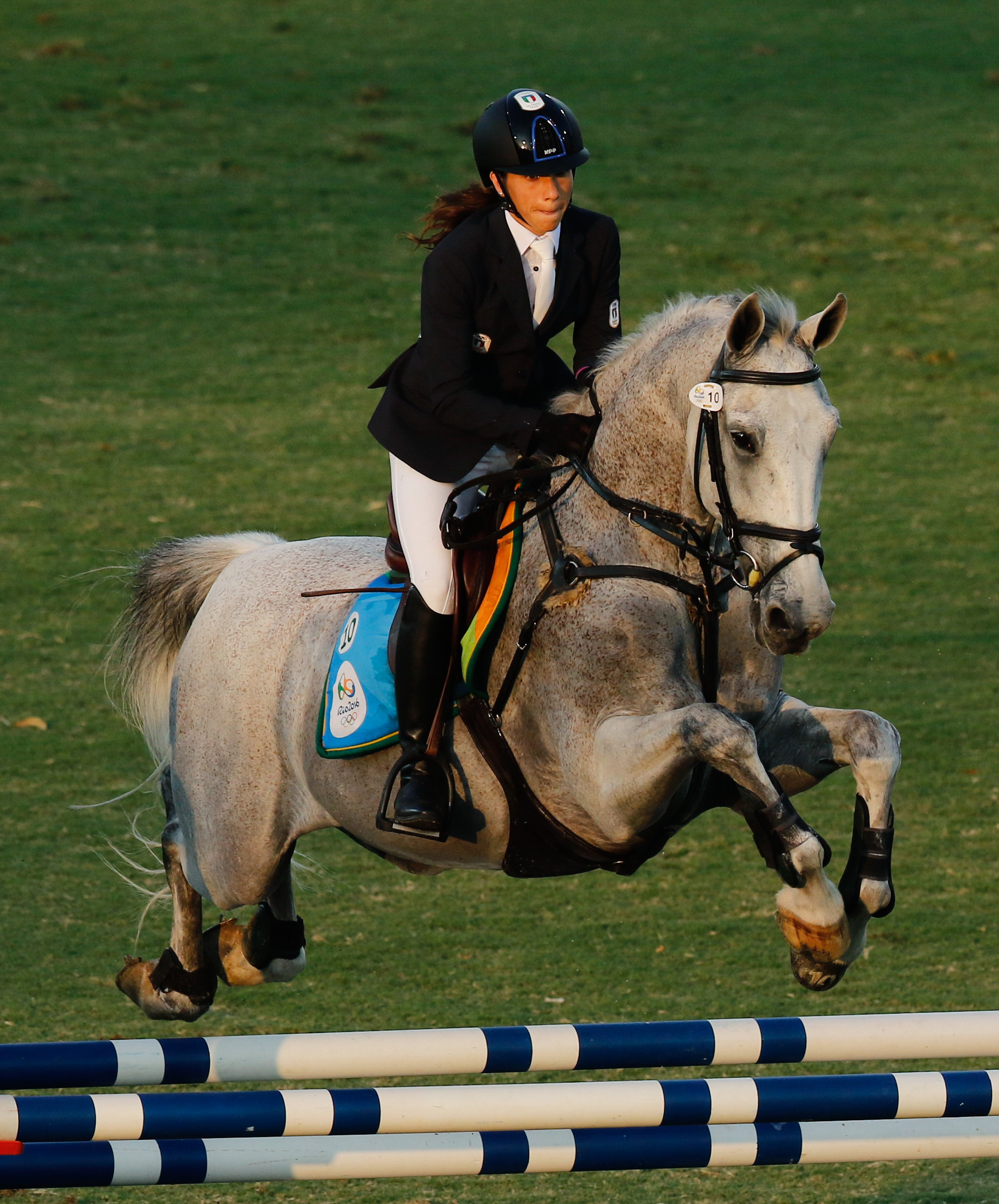
Equitazione (salto a ostacoli)
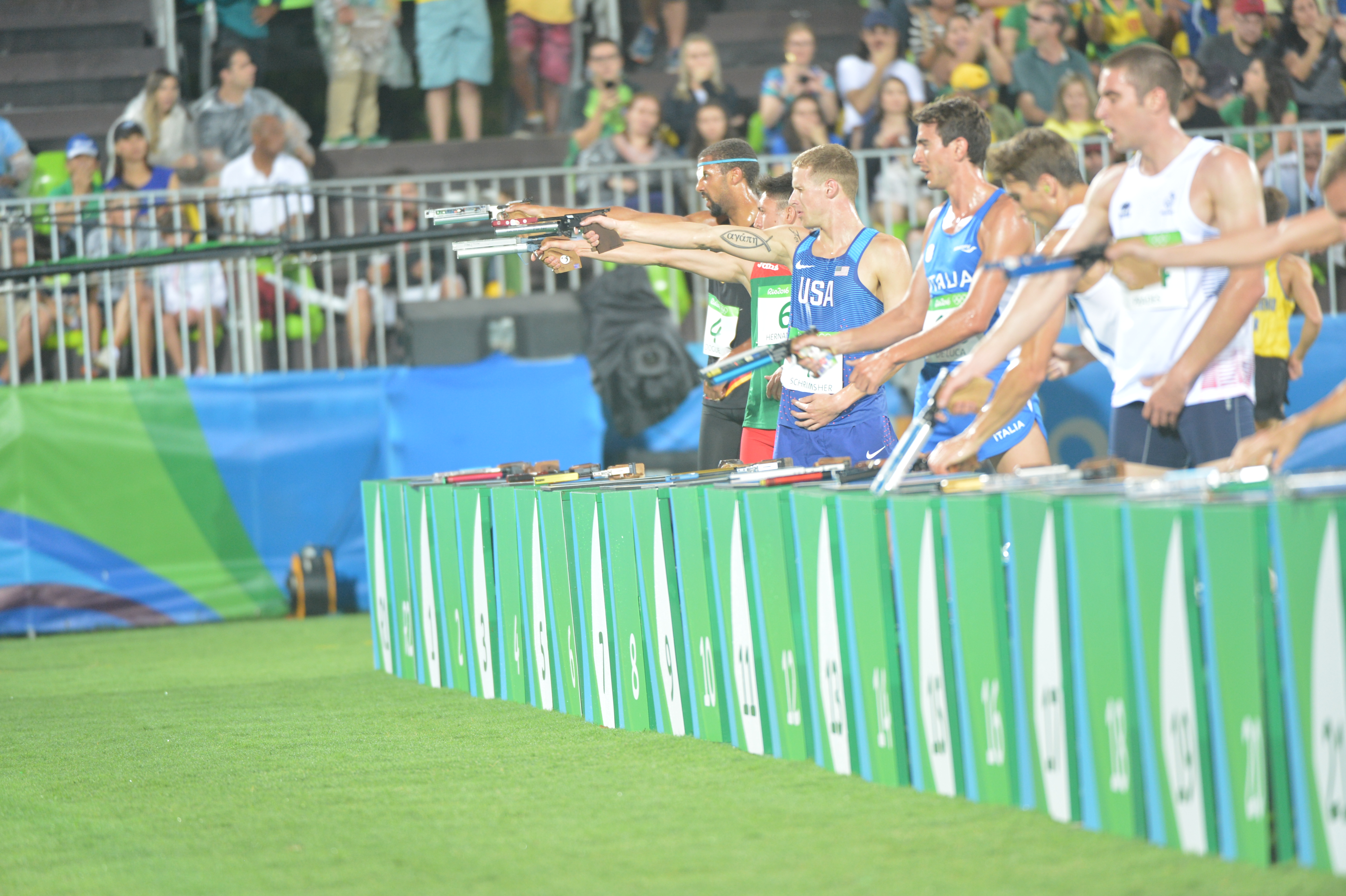
Tiro (pistola da 10 m)
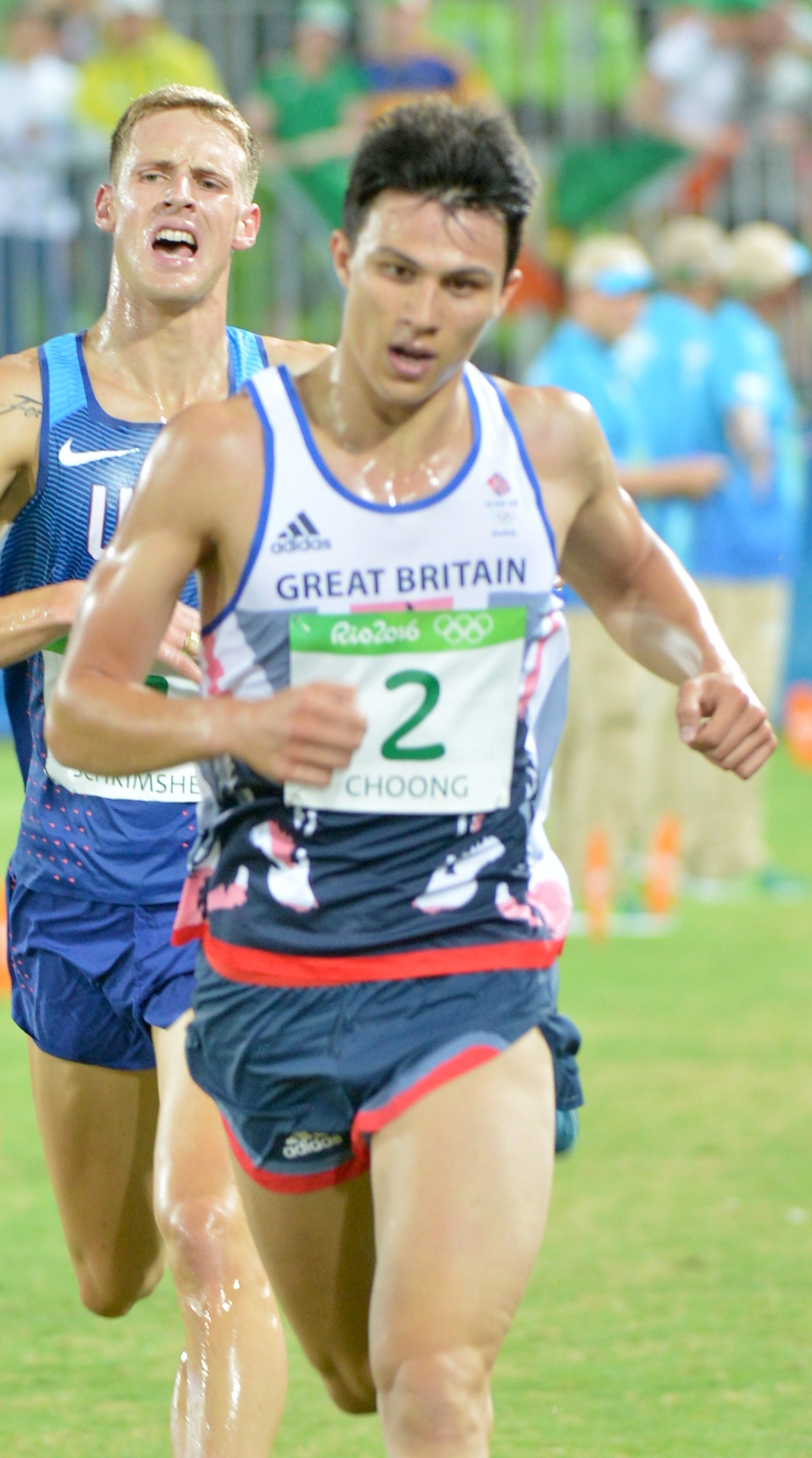
Corsa (3200 m)

## Campioni del mondo

### Individuale maschile
| Anno | Atleta                       | Nazionalità      |
| ---- | ---------------------------- | ---------------- |
| 1950 | Lars Hall                    | Svezia           |
| 1951 | Lars Hall                    | Svezia           |
| 1953 | Gábor Benedek                | Ungheria         |
| 1954 | Björn Thofelt                | Svezia           |
| 1955 | Konstantin Sal'nikov         | Unione Sovietica |
| 1957 | Igor' Novikov                | Unione Sovietica |
| 1958 | Igor' Novikov                | Unione Sovietica |
| 1959 | Igor' Novikov                | Unione Sovietica |
| 1961 | Igor' Novikov                | Unione Sovietica |
| 1962 | Eduard Sdobnikov             | Unione Sovietica |
| 1963 | András Balczó                | Ungheria         |
| 1965 | András Balczó                | Ungheria         |
| 1966 | András Balczó                | Ungheria         |
| 1967 | András Balczó                | Ungheria         |
| 1969 | András Balczó                | Ungheria         |
| 1970 | Péter Kelemen                | Ungheria         |
| 1971 | Borys Onyščenko              | Unione Sovietica |
| 1973 | Pavel Lednëv                 | Unione Sovietica |
| 1974 | Pavel Lednëv                 | Unione Sovietica |
| 1975 | Pavel Lednëv                 | Unione Sovietica |
| 1977 | Janusz Pyciak-Peciak         | Polonia          |
| 1978 | Pavel Lednëv                 | Unione Sovietica |
| 1979 | Robert Nieman                | Stati Uniti      |
| 1981 | Janusz Pyciak-Peciak         | Polonia          |
| 1982 | Daniele Masala               | Italia           |
| 1983 | Anatolij Starostin           | Unione Sovietica |
| 1985 | Attila Mizsér                | Ungheria         |
| 1986 | Carlo Massullo               | Italia           |
| 1987 | Joël Bouzou                  | Francia          |
| 1989 | László Fábián                | Ungheria         |
| 1990 | Gianluca Tiberti             | Italia           |
| 1991 | Arkadiusz Skrzypaszek        | Polonia          |
| 1993 | Richard Phelps               | Regno Unito      |
| 1994 | Dmitrij Svatkovskij          | Russia           |
| 1995 | Dmitrij Svatkovskij          | Russia           |
| 1996 | Aleksandr Parygin            | Kazakistan       |
| 1997 | Sébastien Deleigne           | Francia          |
| 1998 | Sébastien Deleigne           | Francia          |
| 1999 | Gábor Balogh                 | Ungheria         |
| 2000 | Andrejus Zadneprovskis       | Lituania         |
| 2001 | Gábor Balogh                 | Ungheria         |
| 2003 | Eric Walther                 | Germania         |
| 2004 | Andrejus Zadneprovskis       | Lituania         |
| 2005 | Qian Zhenhua                 | Cina             |
| 2006 | Edvinas Krungolcas           | Lituania         |
| 2007 | Viktor Horváth               | Ungheria         |
| 2008 | Il'ja Frolov                 | Russia           |
| 2009 | Ádám Marosi                  | Ungheria         |
| 2010 | Sergej Karjakin (pentatleta) | Russia           |
| 2011 | Andrej Moiseev               | Russia           |
| 2012 | Aleksander Lesun             | Russia           |
| 2013 | Justinas Kinderis            | Lituania         |
| 2014 | Aleksander Lesun             | Russia           |
| 2015 | Pavlo Tymoščenko             | Ucraina          |
| 2016 | Valentin Belaud              | Francia          |
| 2017 | Jung Jin-hwa                 | Corea del Sud    |
| 2018 | James Cooke                  | Regno Unito      |
| 2019 | Valentin Belaud              | Francia          |
| 2021 | Ádám Marosi                  | Ungheria         |
| 2022 | Joseph Choong                | Regno Unito      |
| 2023 | Joseph Choong                | Regno Unito      |
| 2024 | Csaba Bőhm                   | Ungheria         |

### Individuale femminile
| Anno | Atleta               | Nazionalità      |
| ---- | -------------------- | ---------------- |
| 1979 | Anne Ahlgren         | Svezia           |
| 1980 | Wendy Norman         | Regno Unito      |
| 1981 | Anne Ahlgren         | Svezia           |
| 1982 | Wendy Norman         | Regno Unito      |
| 1983 | Lynn Chernobrywy     | Canada           |
| 1984 | Svetlana Jakovleva   | Unione Sovietica |
| 1985 | Barbara Kotowska     | Polonia          |
| 1986 | Irina Kiseleva       | Unione Sovietica |
| 1987 | Irina Kiseleva       | Unione Sovietica |
| 1988 | Dorota Idzi          | Polonia          |
| 1989 | Lori Norwood         | Stati Uniti      |
| 1990 | Eva Fjellerup        | Danimarca        |
| 1991 | Eva Fjellerup        | Danimarca        |
| 1992 | Iwona Kowalewska     | Polonia          |
| 1993 | Eva Fjellerup        | Danimarca        |
| 1994 | Eva Fjellerup        | Danimarca        |
| 1995 | Kerstin Danielsson   | Svezia           |
| 1996 | Žanna Šubenok        | Bielorussia      |
| 1997 | Elizaveta Suvorova   | Russia           |
| 1998 | Anna Sulima          | Polonia          |
| 1999 | Zsuzsanna Vörös      | Ungheria         |
| 2000 | Pernille Svarre      | Danimarca        |
| 2001 | Stephanie Cook       | Regno Unito      |
| 2002 | Federica Foghetti    | Italia           |
| 2003 | Zsuzsanna Vörös      | Ungheria         |
| 2004 | Zsuzsanna Vörös      | Ungheria         |
| 2005 | Claudia Corsini      | Italia           |
| 2006 | Marta Dziadura       | Polonia          |
| 2007 | Amélie Caze          | Francia          |
| 2008 | Amélie Caze          | Francia          |
| 2009 | Chen Qian            | Cina             |
| 2010 | Amélie Caze          | Francia          |
| 2011 | Viktorija Tereščuk   | Ucraina          |
| 2012 | Mhairi Spence        | Regno Unito      |
| 2013 | Laura Asadauskaitė   | Lituania         |
| 2014 | Samantha Murray      | Regno Unito      |
| 2015 | Lena Schöneborn      | Germania         |
| 2016 | Sarolta Kovács       | Ungheria         |
| 2017 | Gul'naz Gubajdullina | Russia           |
| 2018 | Anastasija Samusevič | Bielorussia      |
| 2019 | Volha Silkina        | Bielorussia      |
| 2021 | Anastasija Samusevič | Bielorussia      |
| 2022 | Elena Micheli        | Italia           |
| 2023 | Elena Micheli        | Italia           |
| 2024 | Seong Seung-min      | Corea del Sud    |